# Allium lutescens
Allium lutescens är en amaryllisväxtart som beskrevs av Aleksei Ivanovich Vvedensky. Allium lutescens ingår i släktet lökar, och familjen amaryllisväxter. Inga underarter finns listade i Catalogue of Life.